# کوه هارشنا
کوه هارشنا (ترکی استانبولی: Harşena Dağı) کوهی است که در آماسیا مرکز استان آماسیا ترکیه واقع شده‌است. ارتفاع آن ۲۷۲ متر (۸۹۲ فوت) است. کوه هارشنا در ۱۳ آوریل ۲۰۱۵ در کنار مقبره‌های پادشاهان پونتوس به فهرست آزمایشی در رده فرهنگی سایت میراث جهانی یونسکو اضافه شد.
آماسیا به دلیل موقعیت مکانی خود در یک تقاطع بسیار مهم قرار دارد. با توجه به این ویژگی، در طول تاریخ توسط ایالت‌های بسیاری اداره شده‌است.
کوه هارشنا، درست در کنار رودخانه یشیل ایرماق که از آماسیا می‌گذرد، قرار دارد و هزاران سال است که مسکونی بوده‌است. قدمت سکونت در این منطقه به اوایل عصر برنز بازمی‌گردد. پس از این دوره، منطقه تحت تسلط فریگی‌ها، سکاها، پارس‌ها، پونتوس، روم، روم شرقی، دانمارک، ایلخانیان، سلجوقیان و عثمانی قرار گرفت.

## تاریخ
پادشاهی پونتوس در سال ۲۸۱ قبل از میلاد در آماسیا (آماسیا) توسط مهرداد یکم، یکی از ساتراپ‌های ایرانی تأسیس شد. پس از اعلام آماسیا به عنوان پایتخت پونتوس، ساخت مقبره‌های تاریخی در کوه هارشنا آغاز شد. ارتفاع این قبرها بین ۸ تا ۱۵ متر متغیر است. در منطقه کاخ دوشیزگان، مقبره‌های صخره‌ای متعلق به پنج پادشاه وجود دارد که از پادشاه مؤسس مهرداد یکم تا فرناک یکم سلطنت می‌کردند.